# Ókubo Josito
Ókubo Josito (大久保 嘉人; Hepburn: Ōkubo Yoshito; Kanda, 1982. június 9. –) japán válogatott labdarúgó, jelenleg a Kawasaki Frontale játékosa. Posztját tekintve csatár.

## Sikerei, díjai
VfL Wolfsburg
- Német bajnok (1): 2008–09